# Typ 11 37-mm-Infanteriegeschütz
Das Typ 11 37-mm-Infanteriegeschütz (jap. 十一年式平射歩兵砲, Jūichinen-shiki heisha hoheihō) war ein Infanteriegeschütz, das vom Kaiserlich Japanischen Heer im Zweiten Japanisch-Chinesischen Krieg, im Japanisch-Sowjetischen Grenzkonflikt und während des Pazifikkrieges von 1922 bis 1945 eingesetzt wurde. Die Bezeichnung Typ 11 deutet dabei auf das Jahr der Truppeneinführung, dem 11. Jahr der Herrschaft von Kaiser Taishō bzw. 1922 nach gregorianischem Kalender, hin.

## Geschichte

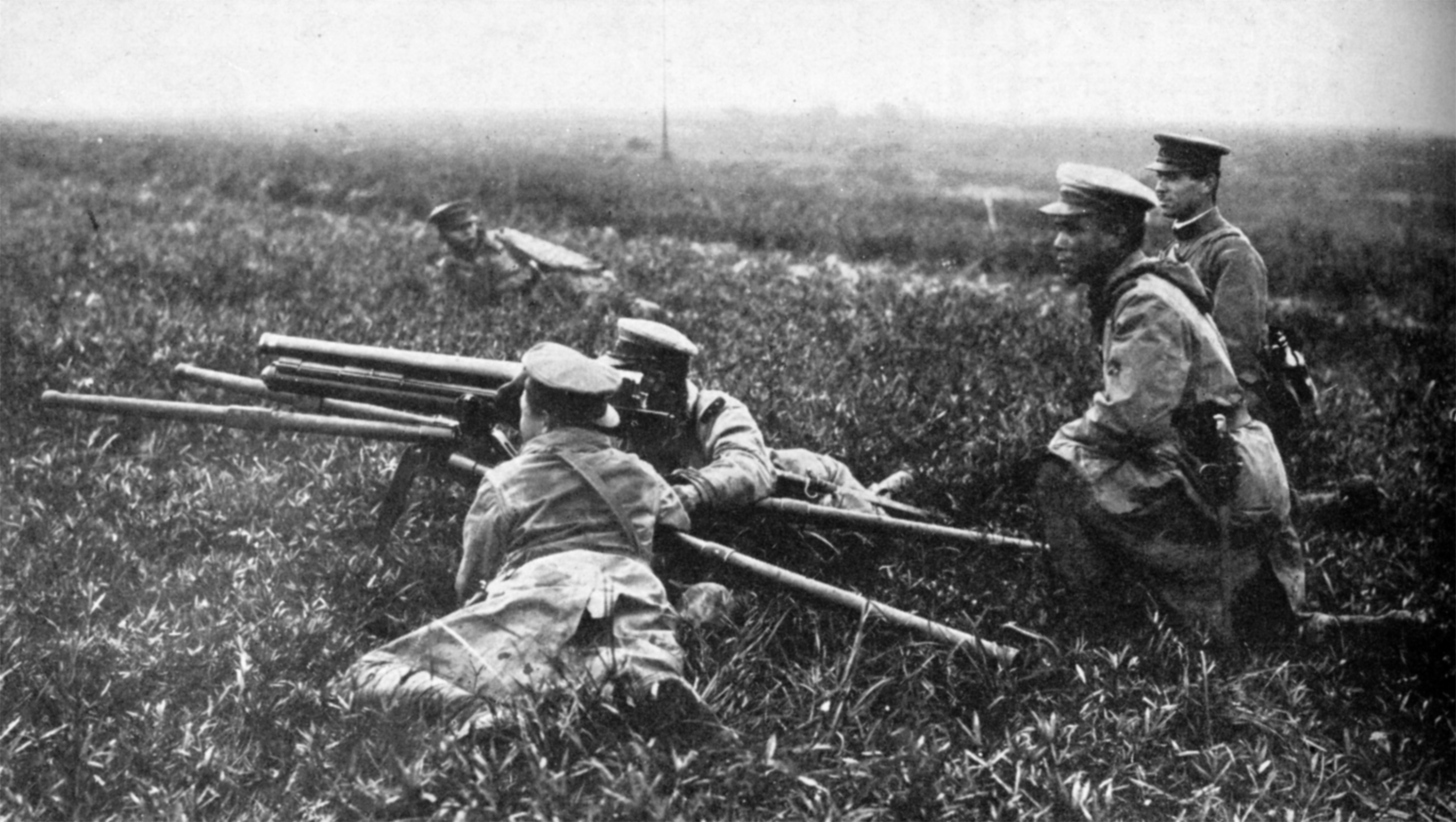
Die vierköpfige Geschützbedienung des Typ 11 37-mm-Infanteriegeschützes kurz vor dem Feuern, ca. 1930

Bei der Einführung des Typ 11 1922 war das Geschütz ein zeitgemäßes Infanteriegeschütz. Mit einem Gewicht von 89 kg war es verhältnismäßig leicht und konnte an vier Tragestangen von vier Mann getragen werden. Weitere sechs Mann komplettierten das Geschützteam und trugen Munition. Ein Aufgabengebiet war das Bekämpfen von feindlichen Maschinengewehrstellungen. Auch für die Panzerabwehr war das Typ 11 vorgesehen, doch schon bald stellte sich heraus, dass die Durchschlagskraft mit einer derartig niedrigen Mündungsgeschwindigkeit nicht mehr ausreichte, um alliierten leichten Panzern vom Typ M3 Stuart gefährlich werden zu können.
1934 sollte das Typ 11 durch das Typ 94 37-mm-Geschütz, das eine höhere Mündungsgeschwindigkeit hatte, ersetzt werden. Aus Mangel an Alternativen blieb das Typ 11 in manchen Einheiten bis zum Ende des Krieges 1945 im Einsatz.

## Technische Daten
- Kaliber: 37 mm
- Rohrlänge: 1,034 m
- Höhenrichtbereich: −5° bis +14°
- Seitenrichtbereich: 33°
- Geschützgewicht: 89 kg
- Geschossgewicht: 0,645 kg
- Mündungsgeschwindigkeit V0 = 450 m/s
- Maximale Reichweite: 5000 m
- Effektive Reichweite: ca. 2400 m
- Geschützbedienung: 4 Mann

## Erhaltene Exemplare
Im Kokopo-Museum in Kokopo steht ein Typ 11 37-mm-Infanteriegeschütz im Außenbereich des Museums.